# Динамо-Метар
«Динамо-Мета́р» (1972—1975 и 1979—1980 — «Технолог», 1976—1979 и 1980—1989 — «Политехник», 1989—1993 — ЧМС, 1993—2003 — «Метар», 2003—2015 — «Автодор-Метар», 2015—2017 — «Метар») — российский женский волейбольный клуб из Челябинска.

## Достижения
- бронзовый призёр розыгрыша Кубка СССР 1990.
- 3-кратный победитель розыгрышей Кубка России — 1993, 1996, 1997;
  - двукратный бронзовый призёр Кубка России — 1995, 2022.
- В чемпионатах СССР лучший результат 6-е место в 1985 и 1991 годах.
- В чемпионатах России лучший результат 4-е место в 1993, 1994, 1997, 1998 и 2023 годах.

## История
Женская волейбольная команда «Технолог» была образована в 1972 году на базе Челябинского политехнического института (ныне — Южно-Уральский государственный университет) и на протяжении 4 лет участвовала в студенческих соревнованиях. В 1976 переименована в «Политехник», а в сезоне 1976—1977 дебютировала в первой лиге чемпионата СССР, где заняла 3-е место.
В 1982 году «Политехник» выиграл путёвку в высшую лигу (ведущий дивизион чемпионата СССР), где выступал на протяжении 6 сезонов. В 1988 челябинская команда выбыла в первую лигу, но в 1990 вернулась в число сильнейших команд страны под названием ЧМС (ЧелябМеталлургСтрой). Лучший результат в высшей союзной лиге — 6-е место, занятое челябинскими волей-болистками в 1985 и 1991 годах.
С 1991 ЧМС (с 1993 — «Метар», сокращение от Металлургический Район) выступал в высшей лиге чемпионата России. После образования в 1995 году суперлиги «Метар» вошёл в её состав. На протяжении шести сезонов 1993−1998 челябинская команда неизменно входила в пятёрку лучших по итогам российских первенств. Кроме того, за этот период «Метар» трижды становился обладателем Кубка России — в 1993, 1996 и 1997 годах.
Выступление «Метара» (с 2003 − «Автодор-Метар») в последующие 16 лет напоминала качели. Команда за это время неоднократно покидала суперлигу и вновь возвращалась в неё. В 2014 году челябинские волейболистки после двухлетнего перерыва вернулись в элитный дивизион, где выступают по настоящее время. Выше 8-го места команда из Челябинска (с 2015 − «Метар», с 2017 − «Динамо-Метар») после возвращения в суперлигу до 2022 года не поднималась.
2023 год принёс волейболисткам из Челябинска лучшее достижение в чемпионатах России за последние 25 лет. Закончив предварительный этап на 6-м месте, в четвертьфинале «Динамо-Метар» сенсационно обыграл казанский «Динамо-Ак Барс». В полуфинале челябинки в упорной борьбе уступили московскому «Динамо», а в серии за «бронзу» в не менее ожесточённом противостоянии — саратовскому «Протону», оставшись на 4-м итоговом месте.

## Результаты

### Чемпионаты СССР
| Сезон   | Название команды | Лига                          | Место |
| ------- | ---------------- | ----------------------------- | ----- |
| 1977    | «Политехник»     | Первая лига                   | 3     |
| 1977/78 | «Политехник»     | Первая лига                   | 5     |
| 1978/79 | «Политехник»     | Первая лига                   | 5     |
| 1979/80 | «Технолог»       | Первая лига                   | 12    |
| 1980/81 | «Политехник»     | Первая лига                   | 7     |
| 1981/82 | «Политехник»     | Первая лига Переходный турнир | 3     |
| 1982/83 | «Политехник»     | Высшая лига                   | 7     |
| 1983/84 | «Политехник»     | Высшая лига                   | 7     |
| 1984/85 | «Политехник»     | Высшая лига                   | 6     |
| 1985/86 | «Политехник»     | Высшая лига Переходный турнир | 11 3  |
| 1986/87 | «Политехник»     | Высшая лига                   | 8     |
| 1987/88 | «Политехник»     | Высшая лига                   | 12    |
| 1988/89 | «Политехник»     | Первая лига                   | 4     |
| 1989/90 | ЧМС              | Первая лига                   | 1     |
| 1990/91 | ЧМС              | Высшая лига                   | 6     |

### Чемпионаты России
| Сезон     | Название команды | Лига            | Место |
| --------- | ---------------- | --------------- | ----- |
| 1991/92   | ЧМС              | Высшая лига     | 6     |
| 1992/93   | ЧМС              | Высшая лига «А» | 4     |
| 1993/94   | «Метар»          | Высшая лига «А» | 4     |
| 1994/95   | «Метар»          | Высшая лига «А» | 5     |
| 1995/96   | «Метар»          | Суперлига       | 5     |
| 1996/97   | «Метар»          | Суперлига       | 4     |
| 1997/98   | «Метар»          | Суперлига       | 4     |
| 1998/99   | «Метар»          | Суперлига       | 12    |
| 1999/2000 | «Метар»          | Высшая лига     | 1     |
| 2000/01   | «Метар»          | Суперлига       | 11    |
| 2001/02   | «Метар»          | Высшая лига «А» | 2     |
| 2002/03   | «Метар»          | Суперлига       | 11    |
| 2003/04   | «Автодор-Метар»  | Суперлига       | 11    |
| 2004/05   | «Автодор-Метар»  | Высшая лига «А» | 4     |
| 2005/06   | «Автодор-Метар»  | Высшая лига «А» | 2     |
| 2006/07   | «Автодор-Метар»  | Суперлига       | 9     |
| 2007/08   | «Автодор-Метар»  | Суперлига       | 12    |
| 2008/09   | «Автодор-Метар»  | Суперлига       | 10    |
| 2009/10   | «Автодор-Метар»  | Суперлига       | 6     |
| 2010/11   | «Автодор-Метар»  | Суперлига       | 10    |
| 2011/12   | «Автодор-Метар»  | Суперлига       | 11    |
| 2012/13   | «Автодор-Метар»  | Высшая лига «А» | 6     |
| 2013/14   | «Автодор-Метар»  | Высшая лига «А» | 1     |
| 2014/15   | «Автодор-Метар»  | Суперлига       | 8     |
| 2015/16   | «Метар»          | Суперлига       | 10    |
| 2016/17   | «Метар»          | Суперлига       | 10    |
| 2017/18   | «Динамо-Метар»   | Суперлига       | 9     |
| 2018/19   | «Динамо-Метар»   | Суперлига       | 11    |
| 2019/20   | «Динамо-Метар»   | Суперлига       | 11    |
| 2020/21   | «Динамо-Метар»   | Суперлига       | 14    |
| 2021/22   | «Динамо-Метар»   | Суперлига       | 9     |
| 2022/23   | «Динамо-Метар»   | Суперлига       | 4     |
| 2023/24   | «Динамо-Метар»   | Суперлига       | 6     |
| 2024/25   | «Динамо-Метар»   | Суперлига       | 6     |

## Волейболистки клуба в сборных СССР и России
Чемпионкой Европы и призёром Кубка мира 1989 в составе сборной СССР стала Елена Кундалева (ныне Волкова).
Призёром чемпионата Европы в составе сборной России стала в 2007 году Юлия Седова.  К выступлениям за национальную сборную из «Автодора-Метар» привлекались в 2006 — Анна Бескова.
Кроме того, воспитанницами челябинского волейбола является целый ряд волейболисток, представлявших в сборных СССР, СНГ и России другие команды:
- Марина Панкова (Никулина) (олимпийская чемпионка 1988, призёр Олимпийских игр 1992, чемпионка мира 1990, призёр чемпионата мира 1994, призёр Кубка мира 1991, чемпионка Европы 1991, 1993, призёр чемпионата Европы 1987, призёр турниров Гран-При 1993, 1996);
- Екатерина Гамова (призёр Олимпийских игр 2000, 2004, двукратная чемпионка мира (2006 и 2010), призёр чемпионата мира 2002, призёр Кубка мира 1999, чемпионка Европы 1999, 2001, призёр чемпионата Европы 2005, 2007, победитель Гран-При 1999, 2002, призёр Гран-При 2000, 2001, 2003, 2006, 2009;
- Анастасия Кодирова (Беликова) (призёр Олимпийских игр 2000, призёр чемпионата мира 1998, 2002, призёр Кубка мира 1999, чемпионка Европы 1997, 1999, победитель Гран-При 1997, 1999, 2002, призёр Гран-При 1998, 2000, 2003;
- Марина Акулова (чемпионка мира 2006, призёр чемпионата Европы 2007, призёр Гран-При 2006;
- Светлана Акулова (призёр чемпионата Европы 2007);
- Евгения Старцева (серебряный призёр Гран-При 2009, чемпионка мира 2010);
- Юлия Морозова (Седова) (бронзовый призёр чемпионата Европы 2007, серебряный призёр Гран-При 2009, чемпионка Европы 2013).

## Волейбольный клуб «Динамо-Метар»
- Генеральный директор — Виталий Носов.
- Первый заместитель генерального директора — Валентина Резникова.
- Заместитель генерального директора — Артём Смехнов.
- Администратор — Елена Юрина.

## Арена
Домашние матчи «Динамо-Метар» проводит в спортивном комплексе «Метар-Спорт». Адрес в Челябинске: улица Черкасская, 1.

## Сезон 2024—2025

### Переходы
- Пришли: В.Руссу («Волеро Ле-Канне», Франция), Е.Гатина («Локомотив»-2), К.Вдовина («Корабелка»), Е.Диких («Омичка»), В.Руденя («Муром»), главный тренер А.Дёшин.
- Ушли: Т.Коновалова, М.Самойлова, А.Азанова, О.Бирюкова, главный тренер А.Кошкин.

### Состав
| №  | Имя, фамилия        | Год рождения | Рост | Амплуа      | Гражданство |
| -- | ------------------- | ------------ | ---- | ----------- | ----------- |
| 1  | Анна Багрянцева     | 2003         | 181  | центральная | Россия      |
| 4  | Ангелина Дементьева | 2002         | 180  | нападающая  | Россия      |
| 5  | Ольга Яргычова      | 1993         | 181  | центральная | Россия      |
| 7  | Кристина Вдовина    | 2001         | 188  | центральная | Россия      |
| 8  | Ирина Сорокина      | 1995         | 184  | связующая   | Россия      |
| 9  | Ольга Форналёва     | 1998         | 184  | связующая   | Россия      |
| 10 | Елизавета Диких     | 2003         | 180  | нападающая  | Россия      |
| 11 | Анастасия Васильева | 2002         | 175  | либеро      | Россия      |
| 13 | Тамара Зайцева      | 1994         | 170  | либеро      | Россия      |
| 14 | Екатерина Гатина    | 2004         | 193  | нападающая  | Россия      |
| 15 | Александра Мамедова | 2001         | 188  | нападающая  | Россия      |
| 17 | Владислава Руденя   | 1999         | 186  | центральная | Беларусь    |
| 19 | Виктория Руссу      | 1999         | 194  | нападающая  | Россия      |
| 22 | Валерия Иванкович   | 2006         | 184  | нападающая  | Россия      |

- Главный тренер — Алексей Дёшин.
- Старший тренер — Евгения Кондрашкина.
- Тренер — Михаил Щедров.
- Тренер-статистик — Андрей Терентьев.